# Tuja (18. Dynastie)
Tuja war die Gemahlin Jujas, einem hochrangigen altägyptischen Beamten und dem Schwiegervater des Königs (Pharao) Amenophis III., der etwa von 1388 bis um 1351 v. Chr. regierte (nach Helck 1379–1340, nach Krauss 1390–1353 v. Chr.).

## Familie und Titel
Ihre Tochter Teje war die „Große königliche Gemahlin“ von Amenophis III. und Mutter des Echnaton. Juja und Tuja hatten einen Sohn namens Aanen, der „zweite Priester des Amun“ wurde. 
Tuja trägt unter anderem die Titel „Schmuck des Königs“, „Große des Harems des Amun“, „Große des Harems des Min“ und „Sängerin des Amun“. Ihre wichtigste Bezeichnung war allerdings „Königsmutter der Großen königlichen Gemahlin“.

## Grabanlage
Tujas und Jujas Grab mit der modernen Bezeichnung KV46 liegt im Tal der Könige und wurde 1905 von James Edward Quibell entdeckt. Ihre Bestattung ist eine von wenigen von Privatpersonen im Tal, das als Begräbnisstätte sonst nur den Königen vorbehalten war. Dieses Privileg ist vermutlich auf den Rang und Einfluss ihrer Tochter Teje zurückzuführen. Das Grab war nur teilweise beraubt. So fanden sich unter anderem die teils vergoldeten Särge des Paares, zahlreiche Möbel sowie das Totenbuch der beiden. Die Funde sind heute größtenteils im Ägyptischen Museum von Kairo ausgestellt.